# تتیانا استیاژکینا
تتیانا استیاژکینا (اوکراینی: Тетяна Стяжкіна؛ زادهٔ ۱۰ آوریل ۱۹۷۷) دوچرخه‌سوار اهل اتحاد جماهیر شوروی سوسیالیستی است. وی همچنین از دوچرخه‌سواران بازی‌های المپیک تابستانی ۲۰۰۰ و ۲۰۰۸ بوده‌است.